# متوقعة
«متوقعة» أو «إنتيسبيتنغ» (بالإنجليزية: Anticipating) هي أغنية للمغنية الأمريكية بريتني سبيرز، من ألبومها الثالث «بريتني». صدرت كالأغنية المنفردة الخامسة من الألبوم بتاريخ 21 يونيو، 2002 بواسطة تسجيلات جايف.
تتحدث الأغنية التي هي من طابع أغاني بوب المراهقين عن الصداقة الحميمة بين النساء. نالت الأغنية إعجاب النقاد لكلماتها القوية وقارنوها بأغاني الثمانينات.
تم الترويج للأغنية في إعلان سبيرز لسيارات تويوتا عام 2002.